# 佩孔尼克灣
佩孔尼克灣（英語：Peconic Bay）是美國紐約州長島的北叉半島和南叉半島之間的兩個海灣的名稱。佩孔尼克灣是佩孔尼克河入海處的一個潮汐河口。它被謝爾特島與加德納斯灣隔開。
羅賓斯島將佩孔尼克灣分為西邊的大佩孔尼克灣和東邊的小佩孔尼克灣。佩孔尼克灣的西端也稱為佛蘭德斯灣。大佩孔尼克灣是一個淺海灣，深處不到30英尺（9.1 m），而小佩孔尼克灣的深度超過80英尺（24 m）。這兩個佩孔尼克灣通常統稱為“Peconics”。

## 外部連結
- Peconic Bay Anglers （页面存档备份，存于）- A fishing club dedicated to anglers of the Peconic Bays and surrounding waters.
- Images （页面存档备份，存于）
- Nautical chart of Great Peconic Bay （页面存档备份，存于）